# Minisat
El programa de satèl·lits artificials Minisat va ser desenvolupat per l'agència espanyola INTA en la dècada de 1990 i es preveia que estigués compost de diversos satèl·lits, dels quals fins avui solament ha estat llançat un, el Minisat 01.

## Minisat 01
Va ser llançat el 21 d'abril de 1997 des de la base aèria de Gando, a Gran Canària, amb un coet Pegasus XL. Amb un pes de 200 kg, el satèl·lit estava equipat amb 3 instruments científics:
- Un espectrògraf d'ultraviolat
- Una càmera de raigs gamma (LEGRI - Low Energy Gamma Ray Imager)
- Un experiment de recerca sobre els fluids en absència de gravetat

La seva vida operativa estava prevista en dos anys, però finalment es va estendre fins a dos anys més. El dia 14 de febrer de 2002, a les 3:12 hores, va tenir lloc l'últim contacte del Minisat 01 amb l'estació de seguiment.

## Minisat 02
El segon satèl·lit de la sèrie no ha estat llançat, encara que sí projectat. Entre els experiments proposats per a aquest segon satèl·lit es trobarien els següents:
- GOYA (Gamma-ray burst Observer Yearned-Always)[2]
- SIXE (Spanish Italian X-ray Experiment)[3]
- DOPA
- XRASE